# NEWS일본
〈NEWS일본〉(NEWSニッポン NEWS닛폰[*])은 NEWS의 데뷔 싱글이다.
본작의 타이틀을 씌운 DVD·VHS 《NEWS 일본 0304》에 대해서도 본항에서 상술한다.

## 개요
쟈니즈 사무소에서는, V6·아라시에 이어, 배구 월드컵의 이미지 캐릭터로서 결성된 NEWS의 데뷔 싱글. EAST반과 WEST반마다 쟈켓 디자인·수록곡이 다르다.
예약·판매는 편의점 세븐일레븐에 한정되어 일본 전국에 있는 1만 점포에서 독점 판매되었다. 이것은 유통업계·음악 업계 모두 첫 시도이다. 실질상 인디즈 취급 때문에, 오리콘의 데이터 집계나 일본 레코드 협회에 의한 골드 디스크등에서 인정 대상외가 되었다. 메이저 데뷔 싱글은 2번째 작품 〈희망~Yell~〉이다.
발매일 당일, 그룹명의 로고가 들어간 헬리콥터에 멤버 야마시타 토모히사·코야마 케이치로·우치 히로키가 타, 도쿄도내의 상공을 비행한다고 하는 선전 이벤트를 했다. 이것은 〈NEWS 일본〉의 가사의 컨셉에 근거해 기획된 것이다. 비행 후에는 헬리포트에서 기자 회견을 해 각 매스 미디어가 보도했다. 비행중이나 기자 회견의 모습은, 《NEWS 일본 0304》에서도 볼 수가 있다.
《NEWS일본》의 하모리는 당시 쟈니즈 Jr.였다. 야부 코타(당시 Ya-Ya-yah, 현재 Hey! Say! JUMP)와 마츠모토 코헤이가 담당하고 있다.

## 수록곡

### EAST반
1. NEWSニッポン / NEWS일본
작사: KNM PROJECT / 작곡: 마카이노 코지
  - 《배구 월드컵 2003》(후지 TV 계열) 이미지 송.
2. ありがとう・今 / 고마워 지금 - 마스다 타카히사·테고시 유야·모리우치 타카히로
작사: 이즈미 라라 / 작곡: 마카이노 코지
3. NEWSニッポン（オリジナルカラオケ）
4. ありがとう・今（オリジナルカラオケ）

### WEST반
1. NEWSニッポン / NEWS일본
2. Private Hearts - 코야마 케이치로·카토 시게아키·쿠사노 히로노리
작사: 쿠보타 요지 / 작곡: 도모토 코이치
3. NEWSニッポン（オリジナルカラオケ）
4. Private Hearts（オリジナルカラオケ）

## NEWS 일본 0304
〈NEWS 일본 0304〉(NEWSニッポン0304 NEWS 닛폰 0304[*])는 NEWS의 1번째 라이브 비디오 음반이다.
크게 나눠서, 데뷔 전후의 다큐멘터리 영상, 콘서트 영상, PV의 3개로 구성된다. 수록 기간이 2003년 9월부터 2004년 1월까지기 때문에, 2003년말에 그룹을 탈퇴·쟈니즈 사무소를 퇴소한 모리우치 타카히로의 모습도 볼 수 있어 크레딧 타이틀에도 이름이 기록되고 있다. 다만, 자켓 사진이나, 봉입되고 있는 소책자에는 게재되어 있지 않다.
DVD와 VHS는 수록 순서가 다르다. 이하에는 DVD의 수록 내용을 든다.

### 수록 내용
Documentary
〈NEWS 일본〉의 자켓 사진이나 PV의 촬영 풍경, NEWS 결성에 대해 각 멤버에게의 인터뷰, 대만의 음악 이벤트 〈상신대만〉에 출연했을 때의 모습, 《배구 월드컵 2003》의 이미지 캐릭터로서 출연한 각 시합 회장에서의 모습 등이, 다큐멘터리로써 볼 수 있다.
Concert
2004년 1월에 행해진 콘서트, 〈A Happy "NEWS" year 2004 신춘〉의 모습. 백 밴드로서 칸쟈니8(후의 칸쟈니∞)의 마루야마 류헤이·야스다 쇼타·오쿠라 타다요시가, 백 댄서로서 K.K.Kity의 요코오 와타루·타케우치 코타로·이이다 쿄헤이 등이 참가하고 있다. 오리지널 곡이 적어, 쟈니즈 사무소의 선배 그룹의 곡을 많이 커버했다.
1. OVERTURE
2. NEWSニッポン / NEWS 일본 - 모리우치 타카히로가 탈퇴했기 때문에, CD와는 달리 8명으로의 가창이 된다.
3. 겨울 메들리
  - エンジェル / 엔젤 - 니시키도 료. KinKi Kids의 앨범 《D album》에 수록되어있는 곡의 커버.
  - MIRACLE STARTER - 니시키도 료·우치 히로키. V6의 앨범 《GREETING》에 수록되어있는 곡의 커버.
  - ロマンチックタイム / 로맨틱 타임 - 코야마 케이치로·카토 시게아키·쿠사노 히로노리. 소년대의 싱글 곡 커버.
  - 夜空ノムコウ / 밤하늘의 저편  - 야마시타 토모히사·테고시 유야. SMAP의 싱글 곡 커버.
  - 雪が降ってきた / 눈이 내리기 시작했다 - SMAP의 싱글 곡 커버.
  - Jive - SMAP의 앨범 《SMAP 015/Drink! Smap!》에 수록되어있는 곡의 커버.
  - 湾岸スキーヤー / 완간 스키야 - 소년대의 싱글 곡 커버.
4. Born to run - V6의 앨범 《SINCE 1995 ~ FOREVER》에 수록되어있는 곡의 커버.
5. 俺たちに明日はある / 우리에게 내일은 있어 - SMAP의 싱글 곡 커버.
6. 솔로 코너
  - Private Hearts - 코야마 케이치로·카토 시게아키·쿠사노 히로노리.
  - ありがとう・今 / 고마워 지금 - 마스다 타카히사·테고시 유야. 모리우치 타카히로가 탈퇴했기 때문에, CD와는 달리 둘이서의 가창이 된다.
  - All of me for you - 니시키도 료·우치 히로키. 본래는 칸쟈니8의 오리지널 곡으로, 백 댄서로서 동 그룹의 마루야마 류헤이·야스다 쇼타·오쿠라 타다요시가 참가한다.
  - 指輪 / 반지 - 야마시타 토모히사. 후에, 야마시타의 솔로 싱글 〈안아줘 세뇨리타〉에 수록된다.
7. 世界に一つだけの花 / 세상에 단 하나뿐인 꽃 - SMAP의 싱글 곡 커버.
8. SHOCK ME - 오리지널 곡. 후에, 싱글 〈체리시〉에 수록된다.
9. Pain - 오리지널 곡.

NEWS 일본 프로모션 비디오
NEWS에서는 유일이 되는 9명이 있는 PV이다. DVD만, 풀 사이즈로 수록된다.
Credit
멤버나 본작에 관련된 스탭의 크레딧이 흐른다. 감독자로서 후지시마 쥬리 케이코, 제작 총책임자로서 쟈니 키타가와의 이름이 있다.